# Ischnocampa tolimensis
Ischnocampa tolimensis är en fjärilsart som beskrevs av Rothschild 1916. Ischnocampa tolimensis ingår i släktet Ischnocampa och familjen björnspinnare. Inga underarter finns listade i Catalogue of Life.